# CTB 109
CTB 109, también llamado SNR G109.1-01.0 y 1ES 2259+58.6, es un resto de supernova situado en la constelación de Casiopea. Fue descubierto como radiofuente en 1960 en un estudio de radiación galáctica llevado a cabo a 960 MHz de frecuencia.
En 1980 el observatorio Einstein lo identificó como fuente de rayos X, siendo también un emisor de rayos gamma de origen hadrónico.

## Morfología
CTB 109 posee forma de envoltura semicircular, tanto en radiofrecuencias como en rayos X. 
Su emisión en el espectro visible no se detectó hasta 1995, tiempo después de que este resto de supernova fuera conocido como emisor de radio y rayos X.
Imágenes del observatorio de rayos X Chandra han permitido identificar un lóbulo brillante dentro de CTB 109 que tiene «sobreabundancia» de silicio y hierro; una región concreta junto al lóbulo tiene una abundancia de silicio 3,3 veces mayor que la del Sol. La envoltura en rayos X es más brillante en el norte y en el sur, siendo más tenue en las partes externas del sector donde está el lóbulo.
Se cree que CTB 109 es el remanente del colapso del núcleo estelar (CC) de una estrella progenitora con una masa de 30 - 40 masas solares. El entorno en el que se expande CTB 109 es complejo y probablemente sea el origen de su peculiar morfología. Hay una nube molecular gigante cerca de él —al oeste del remanente—, que contiene varias regiones H II, incluida la nube S152.
Dado que no hay emisión de radio ni de rayos X desde la parte oeste de la envoltura, la morfología semicircular de CTB 109 implica que el frente choque se ha frenado en gran medida o incluso se ha detenido por completo en dicha zona.
En el resto de remanente, el frente de choque avanza a una velocidad de 720 ± 60 km/s.

## Remanente estelar
CTB 109 contiene a 1E 2259+586, el objeto central compacto (CCO) remanente tras la explosión de la supernova.
Es un púlsar de rayos X anómalo, hoy considerado un magnetar, cuyo campo magnético es de 5,9 × 1013 G. No se ha detectado ninguna emisión ni en el espectro visible ni en banda de radio procedente de este objeto.
Su período de rotación es de 6,97 segundos.

## Edad y distancia
CTB 109 tiene una edad estimada de 12 700 - 14 000 años y se encuentra a una distancia aproximada de 3100 ± 200 pársecs en el brazo de Perseo. CTB 109 tiene un radio de aproximadamente 12,6 pársecs.